# 太平紳士 (澳大利亞)
澳洲的太平紳士是獨立客觀的見證人，屬於志願性工作，有一定名額限制，通常是由社区中有良好纪录的公民擔任，有权见证与签署法定声明及宣誓書，以及公证文件副本。太平紳士只負責見證文件的真偽，不負責其正確性，服務是免費的。
澳洲太平绅士制度的母法源是《2002年太平紳士法令》（Justices of the Peace Act 2002），各州再依照此法訂定各州太平绅士的架构规范，各州給予太平紳士的權力以及任命條件都有所不同。例如在昆士兰州，必须通过资格考试才能接受任命，1991年起也立法要求太平紳士對法律有基本的認識。而在维多利亚州，只要通过符合要求的第三方证明自己品格良好，即有資格成為太平绅士。

## 昆士兰州
昆士兰州的（合格）太平绅士（英文為Justice of the Peace (Qualified)）除了监理宣誓和声明和公证以外，还有签发搜查令及逮捕令的权力。若有需要时，二位（合格）太平绅士可以組成治安法庭来发行法律程序上的命令，如还押羁押被告令及保释令。
有些（合格）太平绅士會任命為裁判法院太平绅士（justice of the peace (magistrates' court)），處理許多原來需要由受薪治安官執行的工作，一般是在偏远的原住民社区才會任命裁判法院太平绅士。
在昆士兰州，律師有資格直接任命為太平绅士，不需額外的訓練或是資格認證，而任命後就有裁判法院太平绅士的完整權力。在在昆士兰还有一种相关的职衔叫做声明专员（commissioner for declarations，簡稱C.dec），其权力仅限于见证法定声明、宣誓以及公证等。

## 維多利亞州
維多利亞州的太平紳士和保釋官（bail justices）都是志願性的職銜，授權在維多利亞州境內處理半司法性的任務。他們主要的任務包括見證法定聲明及見證誓章，保釋官也可以在法庭工作時間之外處理保釋事宜。
太平紳士為社區服務的內容包括獨立見證法定聲明、委托書和誓章。維州的太平紳士也是由志願者擔任，由州總檢察長提名，再由維州總督任命，其任務是見證維多利亞州境內的法定聲明及誓章。

### 保釋官
保釋官的角色是（根據1977年保釋法）聽取保釋申請，並（依據1989年兒童和青年法案）聽取兒童臨時住宿令的申請。保釋官接受任命時不得超過65歲，可留任至70歲。保釋官經常在周末及晚上法院下班時間受理保釋申請，或針對有面臨危險的兒童提出兒童保護令，保釋官也可以簽署法定聲明及宣誓。保釋官申請人必須完成由維州警察，裁判法院，和司法部提供，為期三天的培訓課程。維州保釋官也有在聯邦法例下一些有限的權力，例如有權進行州際引渡聽證會等。保釋官必需在其名字後加上勳銜BJ。

## 新南威爾士州
新南威爾士州的太平紳士主要由州長指派，五年一任。該職屬志願性質，職別不拘。太平紳士不得藉由職便收取費用或餽贈，不得指導民眾或自行書寫法定聲明或宣誓文件，亦不得進行法律服務。在新南威爾士，太平紳士最常見的功能就是見證法定聲明或宣誓文件的簽署，以及證明原始文件真偽的功能。
在該州尋找太平紳士方法包含
1. 找JP Public Register資料。資料中會列出在各郵遞區號區域內的太平紳士，若是直接服務社區的太平紳士，也會列出其電話聯絡方式。
2. 查詢公眾服務列表中，太平紳士服務的時段，上面也會列出太平紳士服務的時段及其服務地點。

## 南澳州
在南澳州有兩種類型，太平紳士和特殊法官（special justices，SJ）。
南澳的太平紳士(JP)通常是在社區中有良好紀錄的公民。他們被授權見證和簽署法定聲明、宣誓書、放棄權利、搜查令、藥物令、離婚文件及其副本文件證明，並見證簽署授權書和監護權文件，為其提供太平紳士見證的簽署。南澳的特殊法官(SJ)擁有更高權限，可坐在地方法庭聽證。
南澳的司法部長建立一個網站提供當地的太平紳士地點。多數大都會和許多區域會議（地方政府當局），都有該地區被任命的太平紳士提供相關業務。

## 西澳州
在西澳州的太平紳士是任命於政府給予授權，在社區團體中執行較為廣泛的官方行政工作和司法職責。除了法庭法官外，太平紳士經常依照西澳州警方的要求，簽署搜查令和傳票。行政工作包含見證宣誓書、遺囑和法定聲明。參見法官（Visiting justices）是特別的太平紳士團體，特別任命處理監獄內的案件。

## 塔斯馬尼亞州
塔斯馬尼亞州的太平紳士的主要工作是見證宣誓書、誓约及傳票等正式文件，申請者需提供相關文件、二封推薦信，並且申請通過後需接受相關的訓練，才能成為太平紳士。